# Polygala erythrorrhiza
Polygala erythrorrhiza är en jungfrulinsväxtart som beskrevs av Rupert Charles Barneby. Polygala erythrorrhiza ingår i släktet jungfrulinssläktet, och familjen jungfrulinsväxter. Inga underarter finns listade i Catalogue of Life.